# Mount Phillips, Vancouver Island
Mount Phillips är ett berg i Kanada.   Det ligger i provinsen British Columbia, i den sydvästra delen av landet, 3 700 km väster om huvudstaden Ottawa. Toppen på Mount Phillips är 1 722 meter över havet, eller 496 meter över den omgivande terrängen. Bredden vid basen är 6,6 km.
Terrängen runt Mount Phillips är huvudsakligen bergig.Trakten runt Mount Phillips är nära nog obefolkad, med mindre än två invånare per kvadratkilometer.. Det finns inga samhällen i närheten. 
I omgivningarna runt Mount Phillips växer i huvudsak barrskog.